# Paolo Poeti
Paolo Poeti (* 4. September 1940 in Recanati) ist ein italienischer Fernsehregisseur.

## Leben
Poeti begann seine Karriere als Schnittsekretär und Regieassistent bei Ruggero Deodato bei dessen ersten Filmen Ende der 1960er Jahre. Dann ging er zum Fernsehen, wo er zahlreiche kulturelle Sendungen, Magazine und vor allem Musikformate betreute, gleichzeitig aber hin und wieder an Drehbüchern für Fernsehfilme des Regisseurs Luigi Perelli mitwirkte. 1975 inszenierte er unter Pseudonym den Erotikfilm Inhibition für das Kino, vier Jahre später den mit Sänger Renato Zero in der Hauptrolle besetzten Ciao Nì!. Sein eigentliches Betätigungsfeld blieb jedoch das Fernsehen, für das er zahlreiche Filme inszenierte und interessante, oftmals nach eigenen Drehbüchern entstandene Arbeiten vorlegte: Den vom tragischen Tod Luigi Tencos inspirierten Vedrai che cambiera, La stanza n. 13, die Serie Amico mio (mit Massimo Dapporto) und Werke wie Senza scampo oder Il mistero del cortile.

## Filmografie (Auswahl)
- 1975: Emanuela – Dein wilder Erdbeermund (Inhibition) (Kino)
- 1979: Ciao Nì (Kino)
- 1987: Jener Zug nach Budapest (Quel treno per Budapest)
- 1993: Die Kinderklinik (Amico mio) (acht Filme)
- 1998: Die Kinderklinik 2 (Amico mio 2) (acht Filme)
- 2013: La farfalla granata